# Tobe Hooper
Willard Tobe Hooper (Austin, Texas, 1943. január 25. – Sherman Oaks, Kalifornia, 2017. augusztus 26.) amerikai filmrendező, forgatókönyvíró, producer.

## Filmjei
- The Heisters (1964, rövidfilm, forgatókönyvíró és producer is)
- Eggshells (1969, forgatókönyvíró és producer is)
- A texasi láncfűrészes mészárlás (The Texas Chain Saw Massacre) (1974, forgatókönyvíró és producer is)
- Eaten Alive (1976)
- The Dark (1979)
- A gonosz háza (Salem's Lot) (1979, tv-film)
- The Funhouse (1981)
- Poltergeist – Kopogó szellem (Poltergeist) (1982)
- Billy Idol: Dancing with Myself (1983, videóklip)
- Életerő (Lifeforce) (1985)
- Támadók a Marsról (Invaders from Mars) (1986)
- A texasi láncfűrészes mészárlás 2: Halálbarlang (The Texas Chainsaw Massacre 2) (1986, forgatókönyvíró és társproducer is)
- Amazing Stories (1987, tv-sorozat, egy epizód)
- The Equalizer (1988, tv-sorozat, egy epizód)
- Freddy's Nightmares (1988, tv-sorozat, egy epizód)
- Spontaneous Combustion (1990, forgatókönyvíró is)
- I'm Dangerous Tonight (1990, tv-film)
- Haunted Lives: True Ghost Stories (1991, tv-dokumentumfilm, egy epizód)
- Mesék a kriptából IV. (Tales from the Crypt IV.) (1991, tv-sorozat, egy epizód)
- Borzalmak éjszakái (Night Terrors) (1993)
- Hullazsákok (Body Bags) (1993, tv-film, Eye című része)
- A mángorló (The Mangler) (1995, forgatókönyvíró is)
- Neve: Senki (Nowhere Man) (1995, tv-sorozat, két epizód)
- Dark Skies (1996, tv-sorozat, egy epizód)
- Perversions of Science (1997, tv-sorozat, egy epizód)
- Préda (Prey) (1998, tv-sorozat, egy epizód)
- The Apartment Complex (1999, tv-film)
- Másvilág (The Others) (2000, tv-sorozat, egy epizód)
- Shadow Realm (2002, tv-film, a The Maze című rész)
- Night Visions (2002, tv-sorozat, két epizód)
- Harmadik típusú emberrablások (Taken) (2002, tv-film, 1 epizód)
- Az eltűntek háza (Toolbox Murders) (2004)
- Halottasház – A holtak feltámadnak (Mortuary) (2005)
- A horror mesterei (Masters of Horror) (2005–2006, tv-sorozat, két epizód)
- Destiny Express Redux (2009, forgatókönyvíró is)
- Djinn (2013)